# ایوان سن
ایوان سن (به انگلیسی: Ivan Sen) متولد ۱۹۷۲  یک فیلمساز بومی استرالیایی است. وی کارگردان، فیلمنامه‌نویس و فیلمبردار و همچنین تدوین گر، آهنگساز و طراح صدا است. کارهای او هم گسترده و هم مورد تحسین محافل استرالیایی می‌باشد.
با بهره‌گیری از میراث ترکیبی، فیلم‌های او موضوعاتی را ارائه می‌دهند که حول موضوعات دررفتگی، مکان و هویت می‌چرخد.

## زندگی شخصی
ایوان سن در سال ۱۹۷۲ در نامبور، کوئینزلند، از پدری آلمانی و مادری مجارستانی به دنیا آمد.

## فیلم‌شناسی
- ۲۰۲۲ - سرزمین عشق
- ۲۰۱۶ - گلدستون
- ۲۰۱۳ - جاده مرموز
- ۲۰۱۱ - طومله [۷]
- ۲۰۱۰ - سرزمین رؤیایی
- ۲۰۰۲ - زیر ابرها